# Open 13 2005
L'Open 13 2005 è stato un torneo di tennis giocato sul cemento indoor.
È stata la 13ª edizione dell'Open 13,che fa parte della categoria International Series nell'ambito dell'ATP Tour 2005.
Si è giocato al Palais des Sports di Marsiglia in Francia,
dall'7 al 14 febbraio 2005.

## Campioni

### Singolare
Joachim Johansson ha battuto in finale  Ivan Ljubičić per 7-5, 6-4.

### Doppio
Martin Damm /  Radek Štěpánek hanno battuto in finale  Mark Knowles /  Daniel Nestor per 7-6(4), 7-6(5).